# 普魯士的弗朗茨·威廉王子
法蘭茲·威廉·维克托·克里斯托弗·斯特凡（Franz Wilhelm Victor Christoph Stephan，1943年9月3日—），出生于格林贝格。普鲁士王子。是德意志帝国皇帝威廉二世的曾孙，其幼子约阿希姆王子的长孙。1976年9月22日，法蘭茲·威廉王子在马德里与自己的第三代表姑俄罗斯女皇储玛利亚·弗拉基米洛夫娜女大公结婚，并改信东正教入赘到俄罗斯皇室，冠以俄罗斯大公头衔。由岳父取名：米哈伊尔·帕夫洛维奇。二人有一子：格奥尔基·米哈伊洛维奇·罗曼诺夫。于1986年离婚。